# La lletra escarlata (pel·lícula de 1995)
|  | Per a altres significats, vegeu «La lletra escarlata». |

La lletra escarlata (títol original: The Scarlet Letter), és una pel·lícula estatunidenca dirigida per Roland Joffé i estrenada l'any 1995. És una adaptació de la novel·la La lletra escarlata de Nathaniel Hawthorne escrita l'any 1850. Ha estat doblada al català.

## Argument
El film relata la història de Hester Prynne (Demi Moore), una jove que viu en una comunitat puritana a Boston, Massachusetts. L'acció se situa entre 1642 i 1649. Hester Prynne, al començament de la novel·la, es veu condemnada per la societat a portar en el seu pit la lletra A per adulteri. En efecte, és acusada d'haver pecat amb un home del poble, i del qual rebutja descobrir el nom, i d'haver tingut un fill amb ell. Al mateix temps, el seu marit legítim torna després de llargs anys d'absència a la comunitat de Boston i descobreix que la seva dona ha estat acusada de la més infame de les traïcions. Ell és Roger Chillingworth (Robert Duvall), és metge i ha viscut amb els indis, cosa que li ha descobert la seva naturalesa salvatge i cruel. Hester Prynne marxa a viure als afores de la ciutat amb la seva filla Pearl i no té més relació amb el seu antic marit. No obstant això, aquest vol venjar el seu honor i jura trobar el culpable perquè rebutja que la seva dona suporti sola el castic infligit per la societat intolerant on viuen. Roger Chillingworth no dubta que es tracta, en realitat, del pastor de la comunitat, Arthur Dimmesdale (Gary Oldman). En efecte, aquest sembla rosegat per la culpabilitat, viu replegat sobre ell mateix i es flagel·la com a senyal de pena. Roger Chillingworth jura llavors que ha d'empènyer-lo a fer-ho confessar i acabi suïcidant-se. Hester Prynne prova de posar el pastor en guàrdia contra el seu marit però aquest, indiferent a la seva sort, no reacciona pas i es deixa consumir per la culpabilitat. Acabarà per confessar la seva falta en ple dia, al costell, Hester Prynne i Pearl al seu costat, com que no podia viure més amb aquest pes que el rosegava una mica més cada dia.

## Repartiment
- Demi Moore: Hester Prynne
- Gary Oldman: Rev. Arthur Dimmesdale
- Robert Duvall: Roger Chillingworth
- Lisa Joliffe-Andoh: Mituba
- Edward Hardwicke: Gov. John Bellingham
- Robert Prosky: Horaci Stonehall
- Roy Dotrice: Rev. Thomas Cheever
- Joan Plowright: Harriet Hibbons
- Malcolm Storry: Maj. Dunsmuir
- James Bearden: Goodman Mortimer
- Larissa Laskin: Goody Mortimer
- Amy Wright: Goody Gotwick
- George Aguilar: Johnny Sassamon
- Tim Woodward: Brewster Stonehall
- Joan Gregson: Elizabeth Cheever
- Dana Ivey: Meredith Stonehall
- Diane Salinger: Margaret Bellingham
- Jocelyn Cunningham: Mary Rollings
- Francie Swift: Sally Short
- Sheldon Peters Wolfchild: Moskeegee
- Eric Schweig: Metacomet
- Kristin Fairlie: Faith Stonehall
- Sarah Campbell: Prudència Stonehall
- Judd Jones: Mr. Bobbin
- Anthony Paton: Town Beadle
- Marguerite McNeil: Widow Wormser

## Rebuda
- Premis 1995: Premis Razzie: Pitjor remake o seqüela. 7 nominacions, incloent pitjor pel·lícula
- Crítica: "Adaptació molt lliure del clàssic de Hawthorne. La crítica als USA la va acollir amb reprovació unànime i la taquilla la va rebre amb fredor. Algunes escenes són escandaloses, i això no l'hi perdonen"[3]